# Kościół Najświętszej Marii Panny w Norymberdze-Katzwangu
Kościół Najświętszej Marii Panny – gotycki kościół protestancki, znajdujący się w Norymberdze.

## Źródła
- Georg Stolz: Unsere Liebe Frau (Katzwang). In: Michael Diefenbacher, Rudolf Endres (Hrsg.): Stadtlexikon Nürnberg. 2., verbesserte Auflage. W. Tümmels Verlag, Nürnberg 2000, ISBN 3-921590-69-8